# عبدو عمر
عبدو عمر (به انگلیسی: Abdou Omar Abdou Ahmed) زاده ۲۲ فوریه ۱۹۸۹ در سوئز است. او کشتی گیر کشور مصر است.